# Biserica romano-catolică din Sântionlunca
Biserica romano-catolică din Sântionlunca este un monument istoric aflat pe teritoriul satului Sântionlunca; comuna Ozun. În Repertoriul Arheologic Național, monumentul apare cu codul 64700.04.

## Localitatea
Sântionlunca (maghiară Szentivánlaborfalva) este un sat în comuna Ozun din județul Covasna, Transilvania, România. Se află în partea de sud-vest a județului, în Depresiunea Brașovului, pe Râul Negru. Prima atestare documentară este din anul 1332, sub numele de Sanctus Johannes.

## Biserica
În sat a existat o parohie independentă dedicată Sfântului Ioan Botezătorul. Reforma protestantă a dus la convertirea credincioșilor din sat la credința unitariană, credincioșii catolici rămași au mers la capela familiei nobilare Mikesek din Ozun. În 1725, familia baronului Henter a luat fosta biserică catolică de la unitarieni și a dat-o înapoi catolicilor. Zidurile deteriorate ale bisericii au fost reparate, iar în 1775 turnul ruinat a fost reconstruit pe cheltuiala proprie a lui Ferenc Henter și soției sale, Krisztina Almássy. Repararea bisericii a fost continuată de familia Henter: Anna Henter a reconstruit corul bisericii și a înconjurat-o cu un zid de piatră (1779). Turnul s-a prăbușit în timpul cutremurului din 1802 și a trebuit să fie reconstruit de la zero, iar biserica a fost reparată de mai multe ori. În parohie a funcționat o școală catolică din 1903 până în 1948 la momentul naționalizării.

## Imagini din exterior

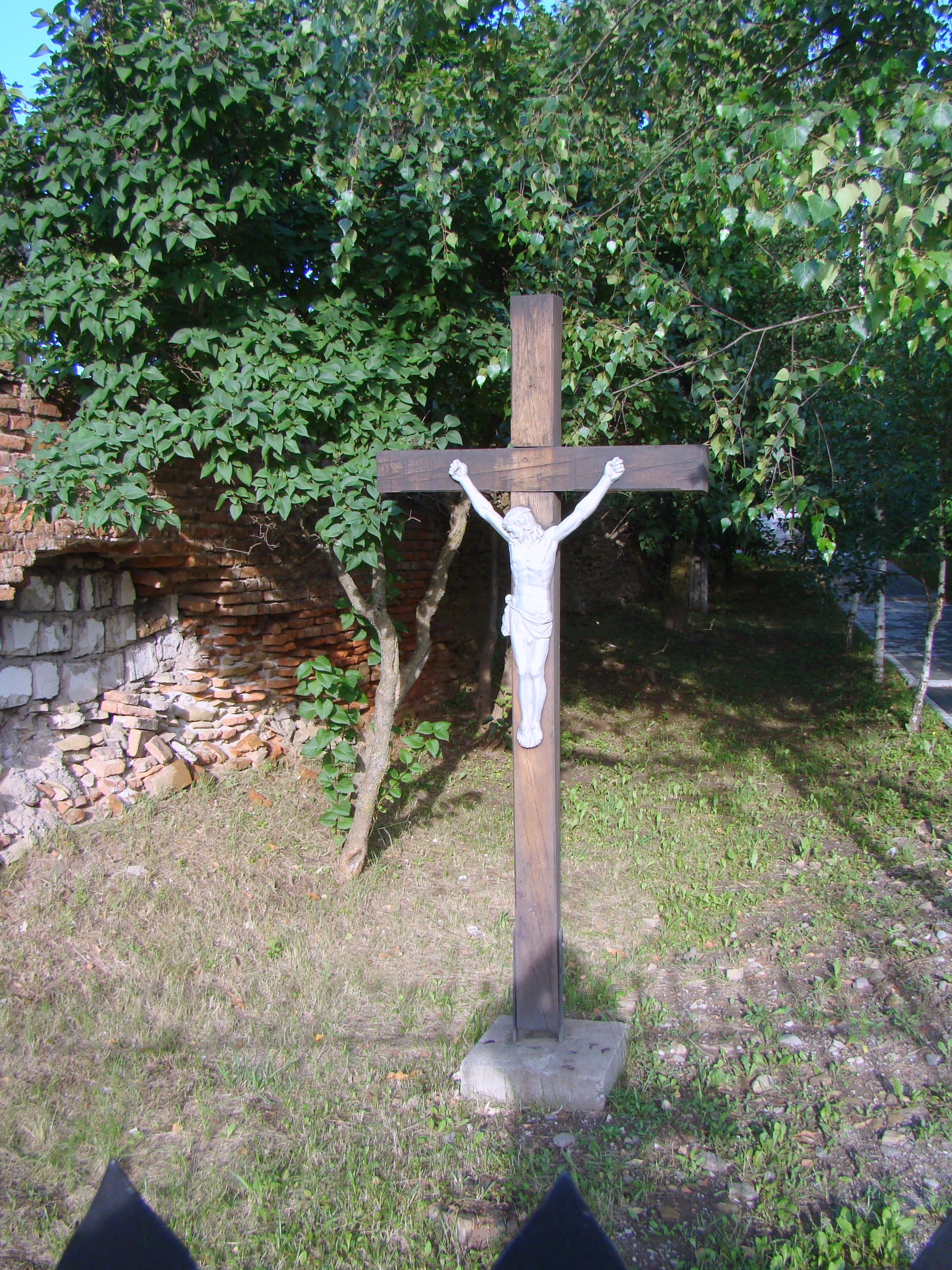
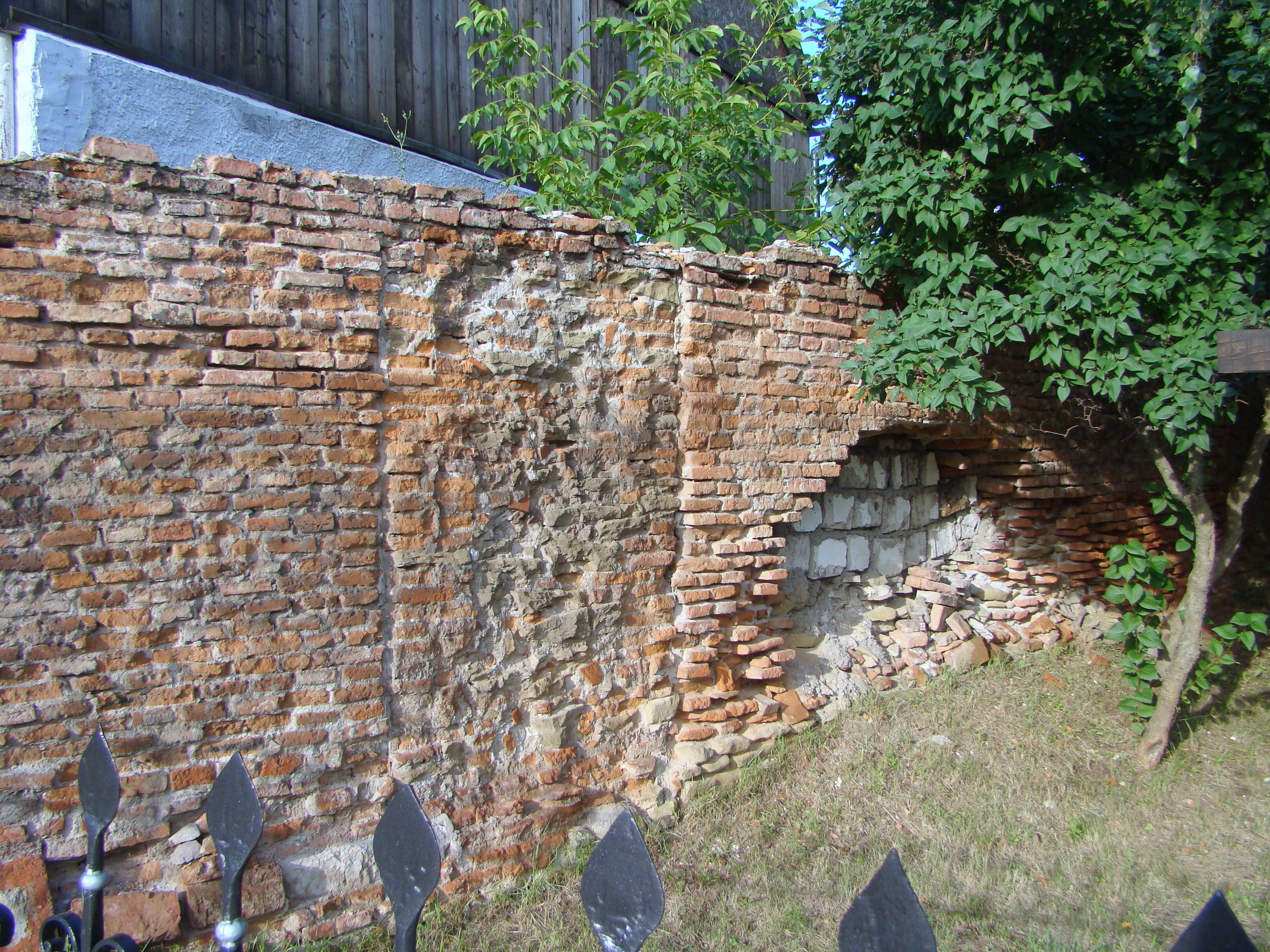
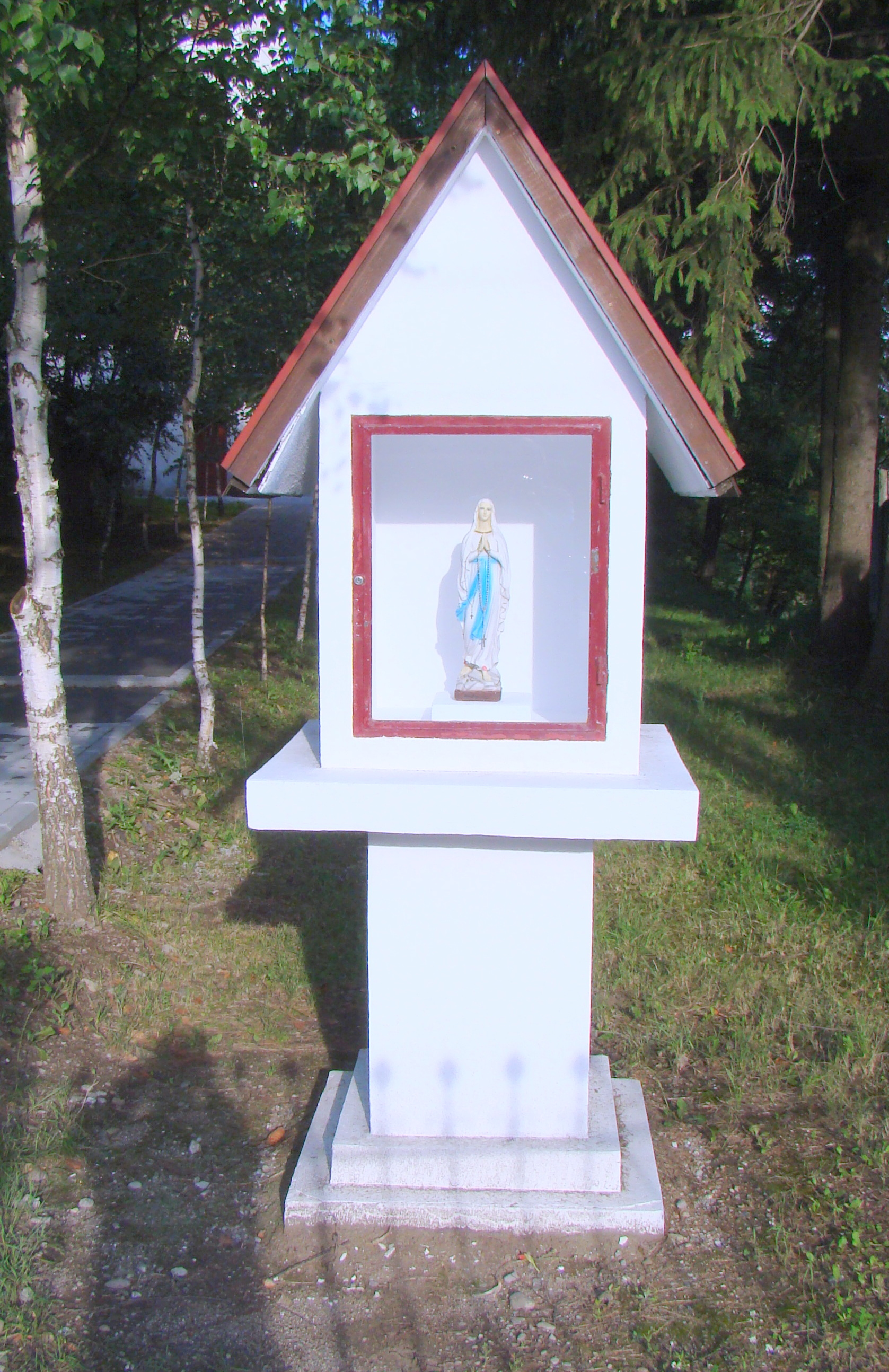
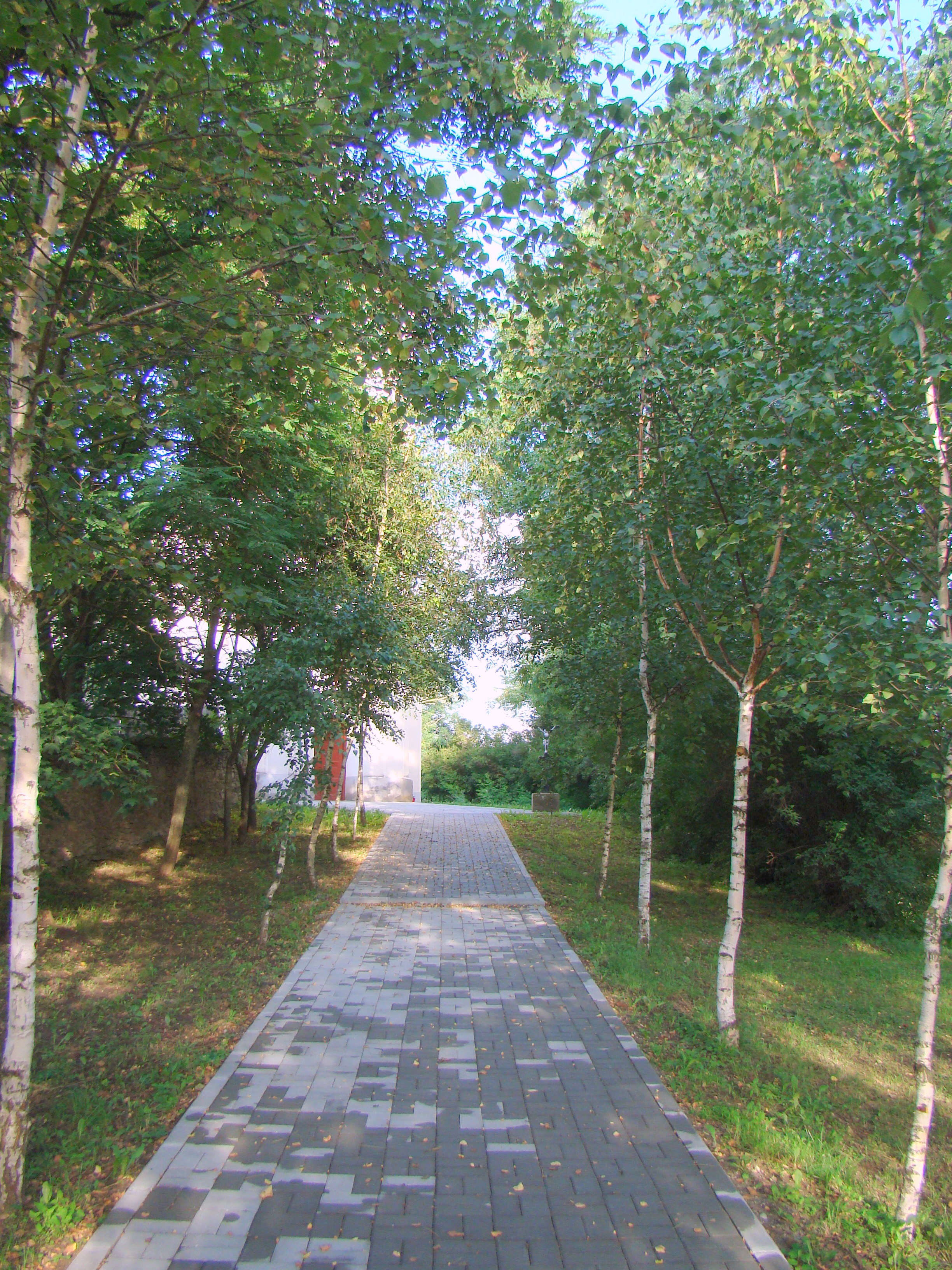
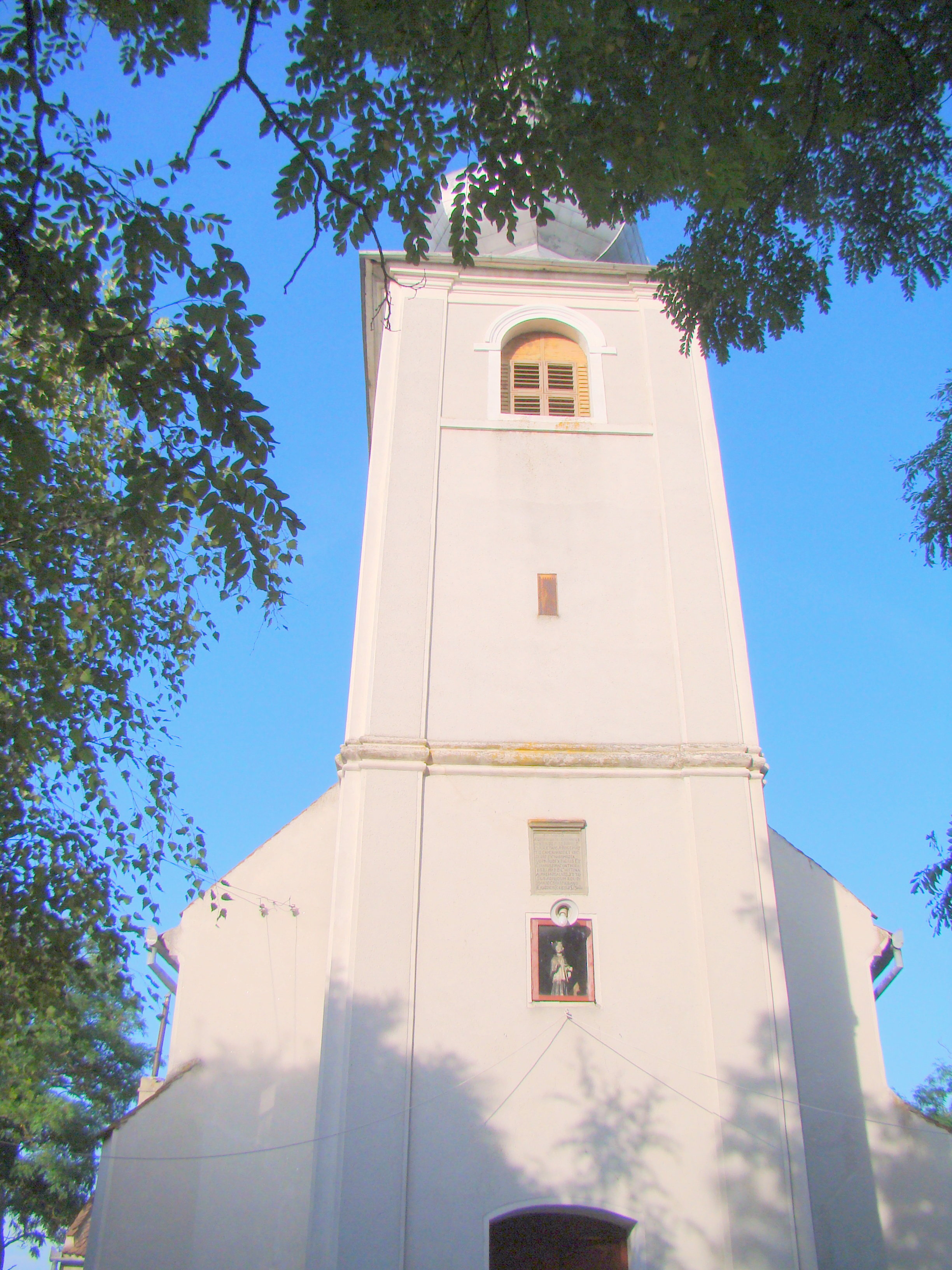
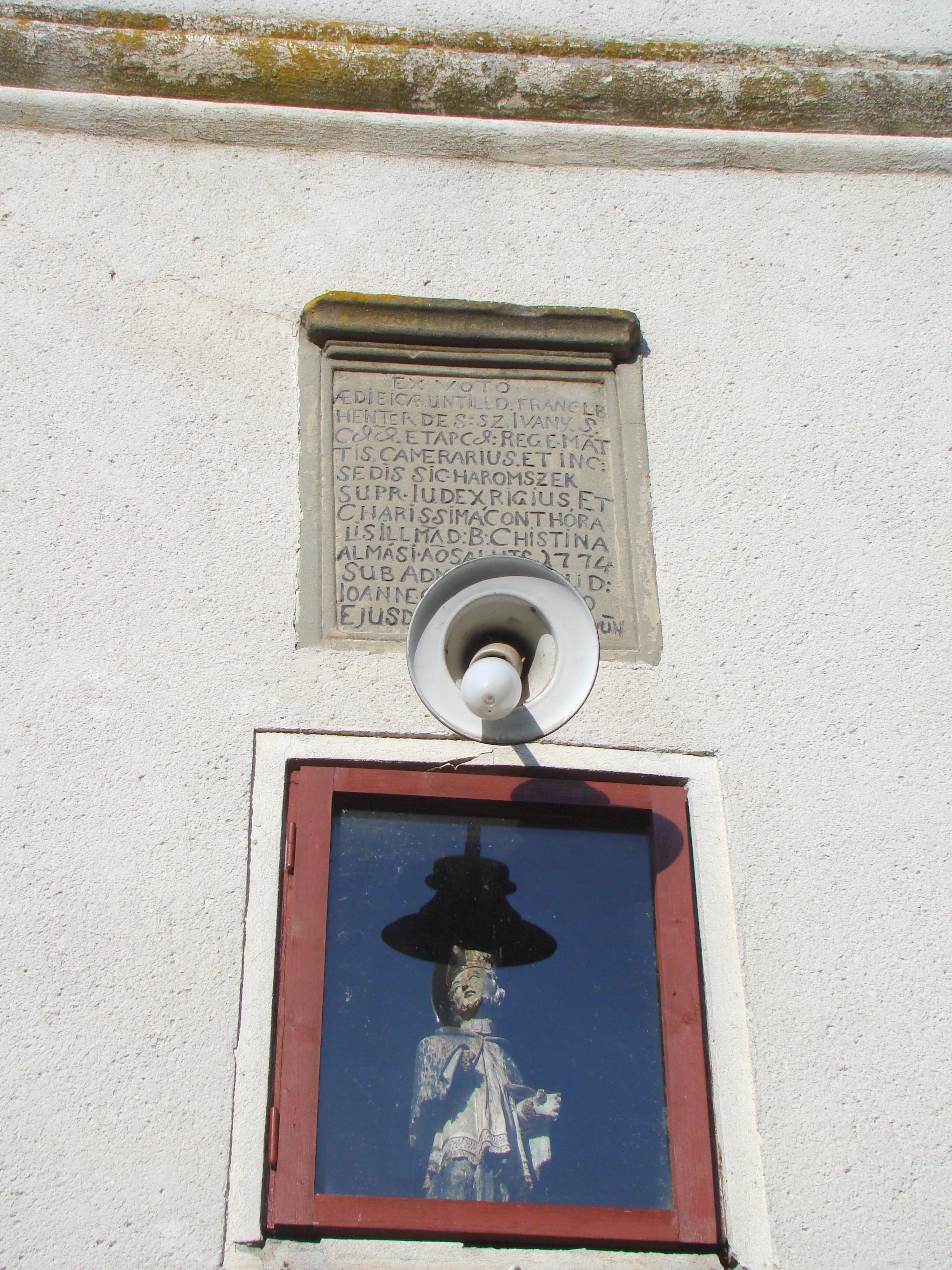
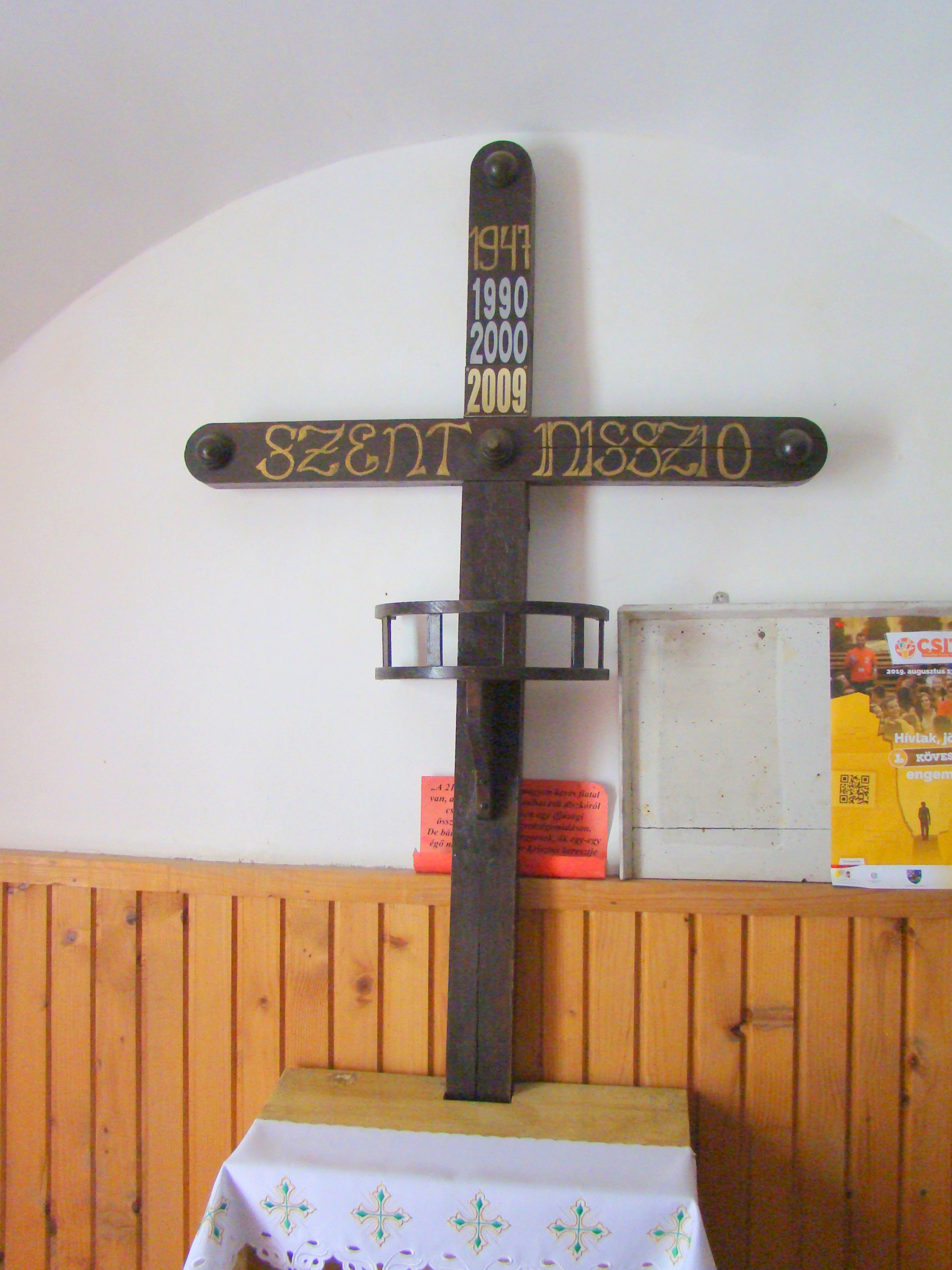
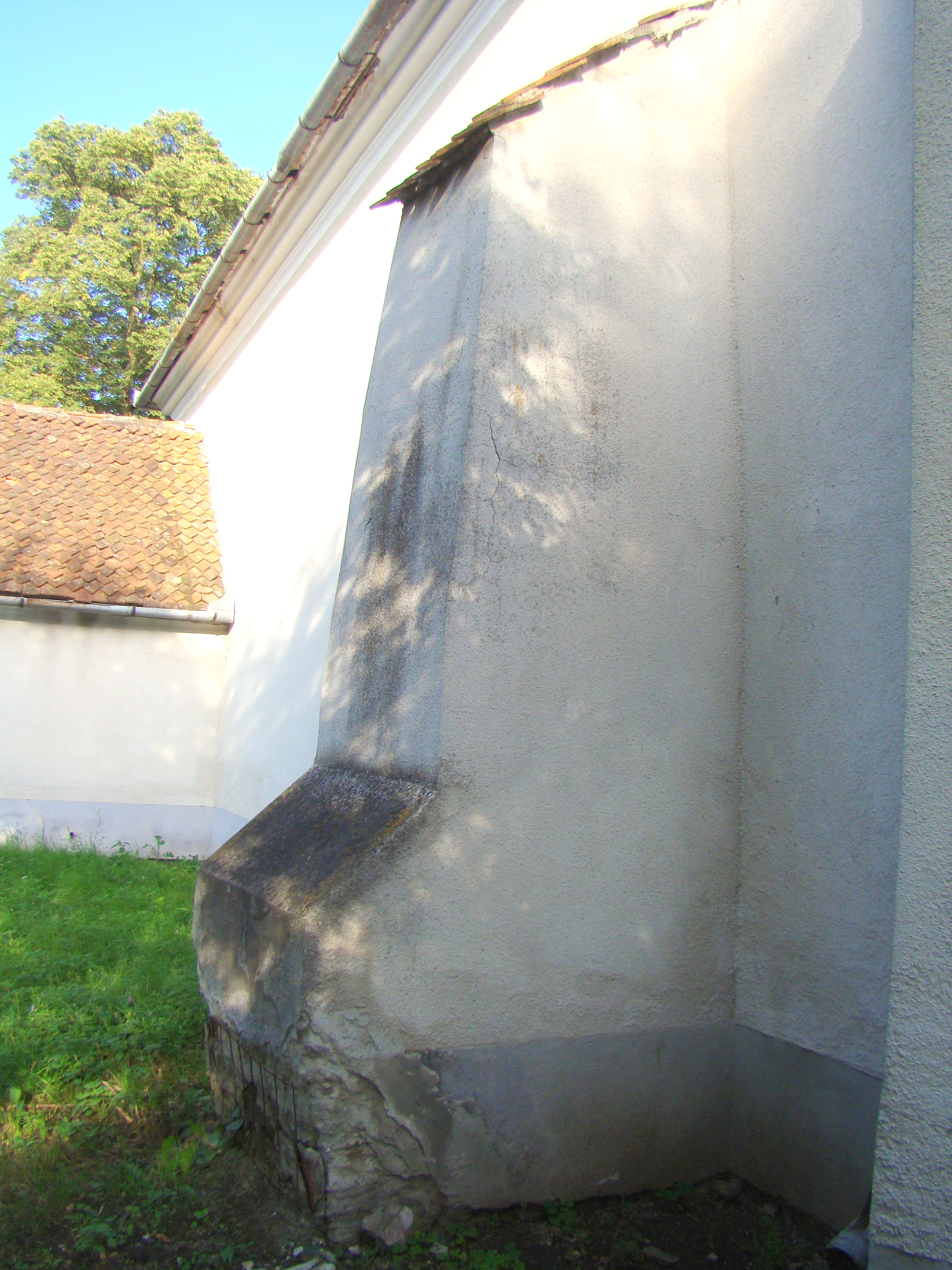
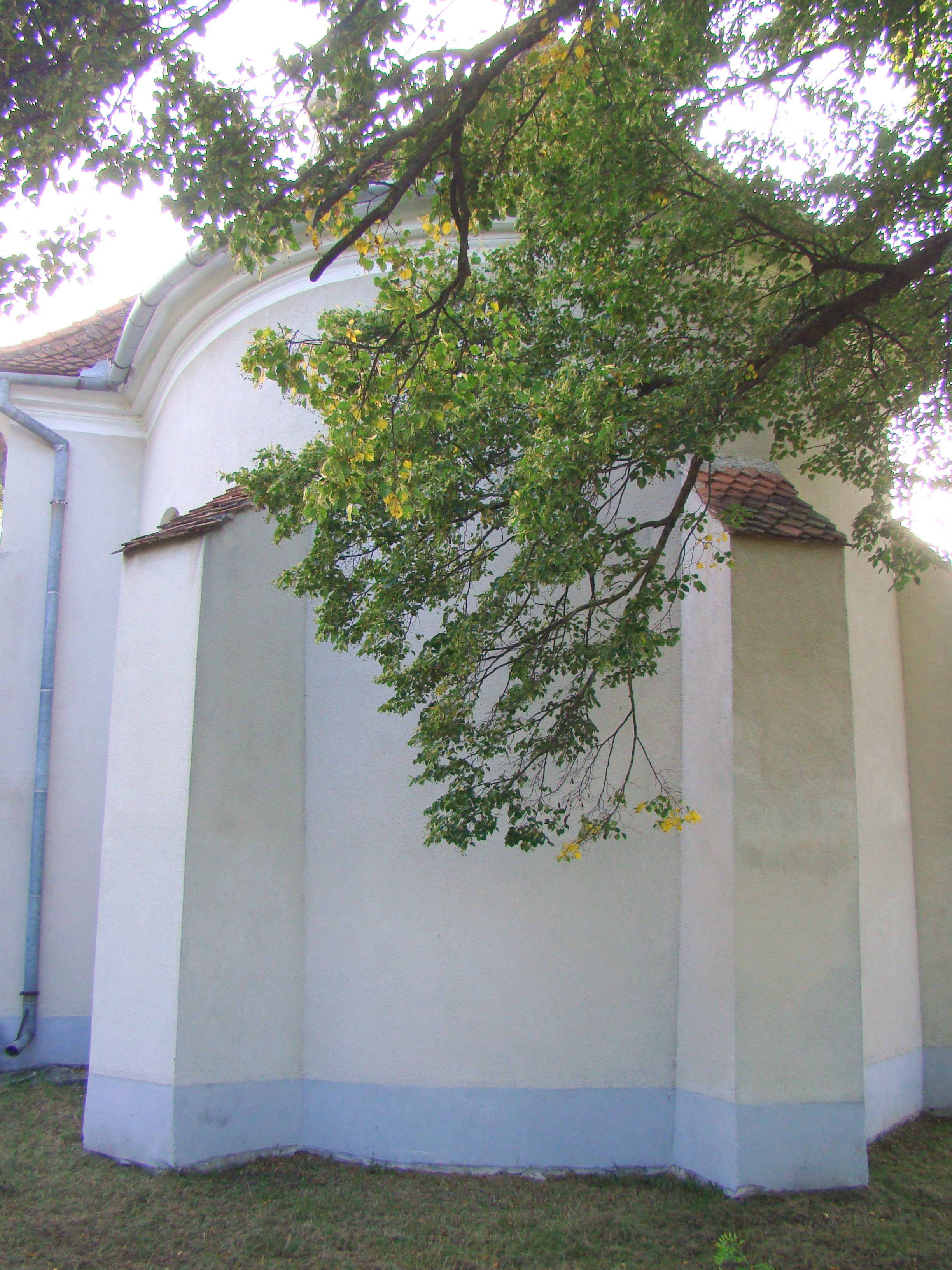
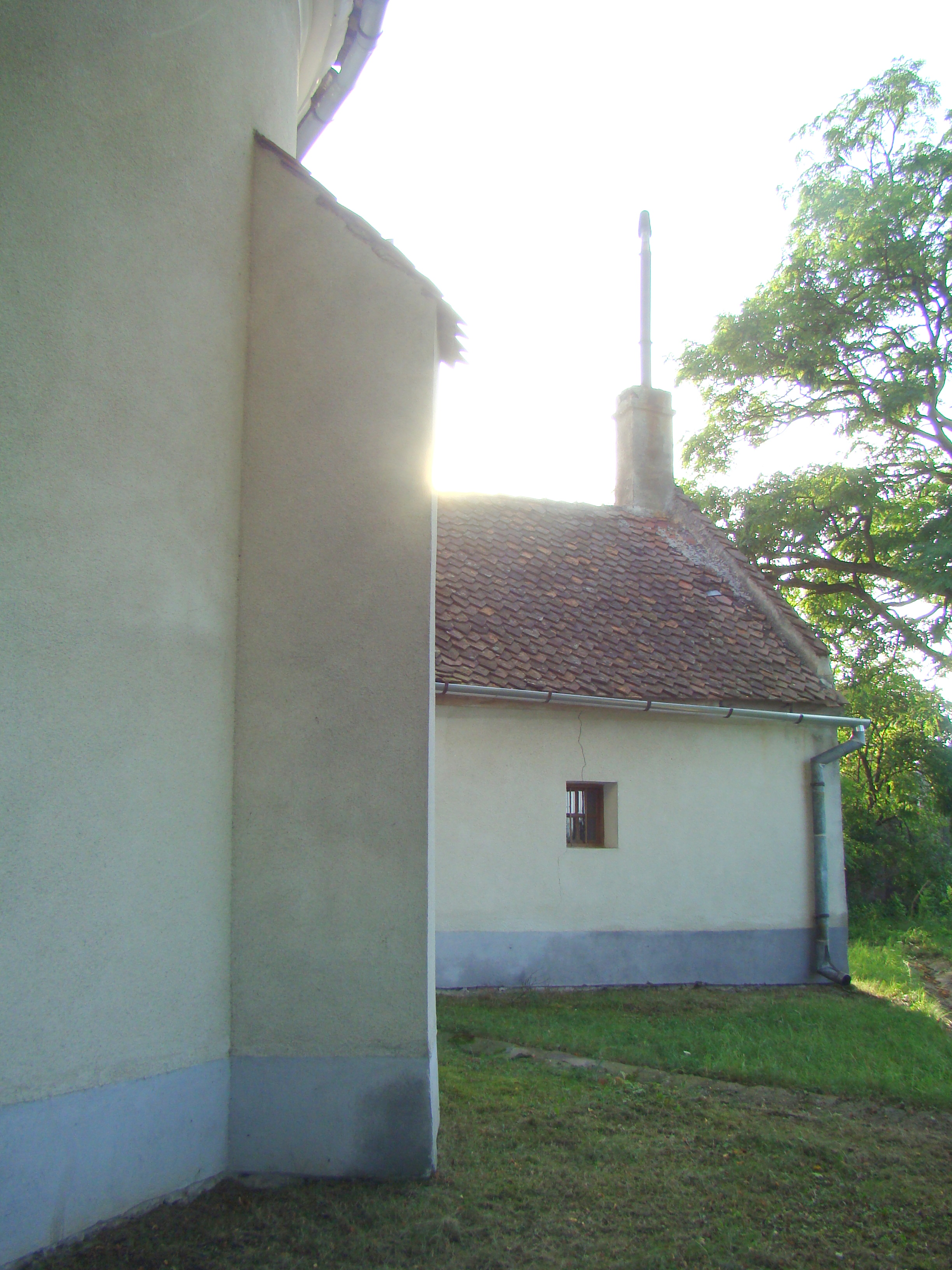
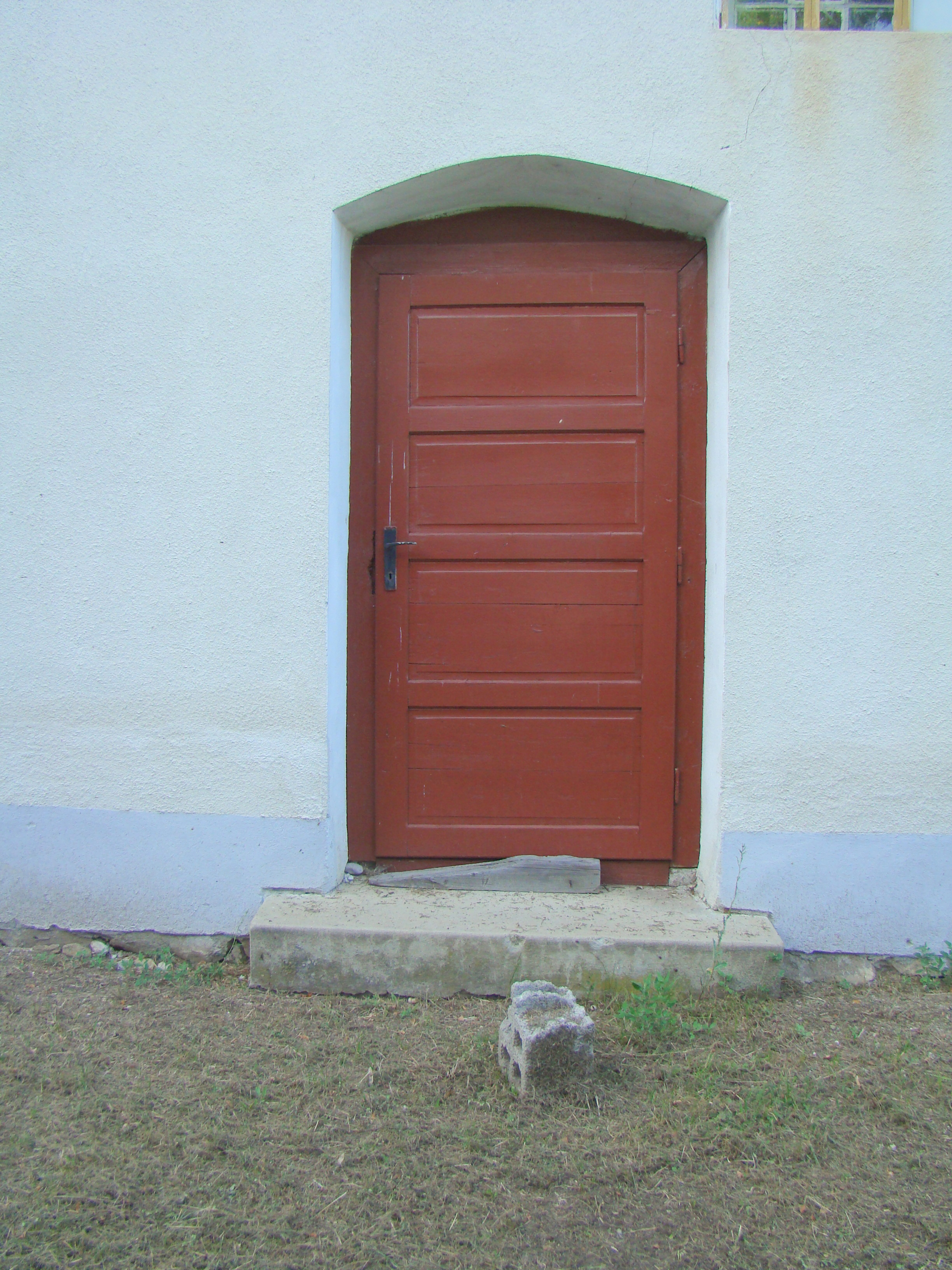
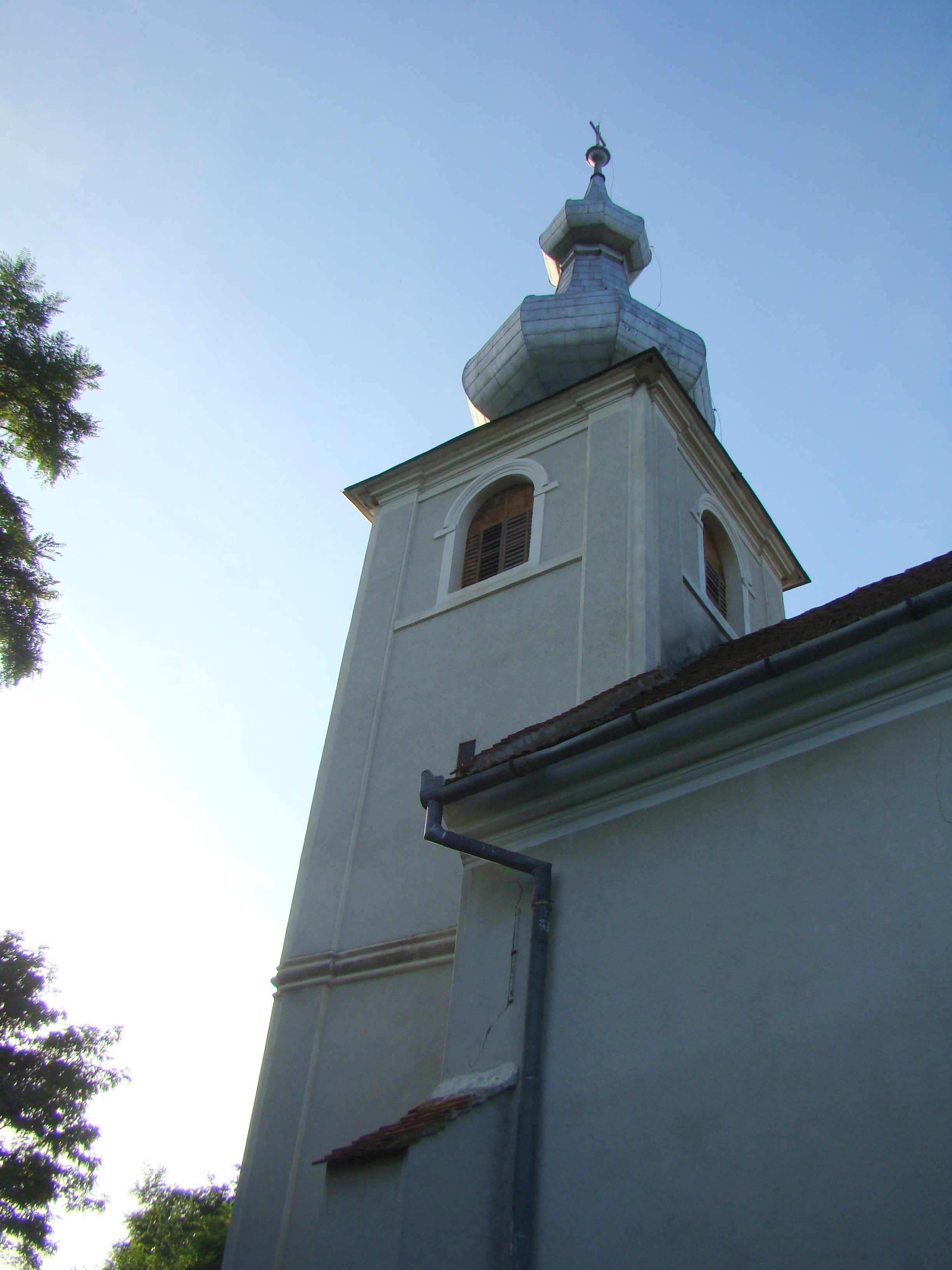
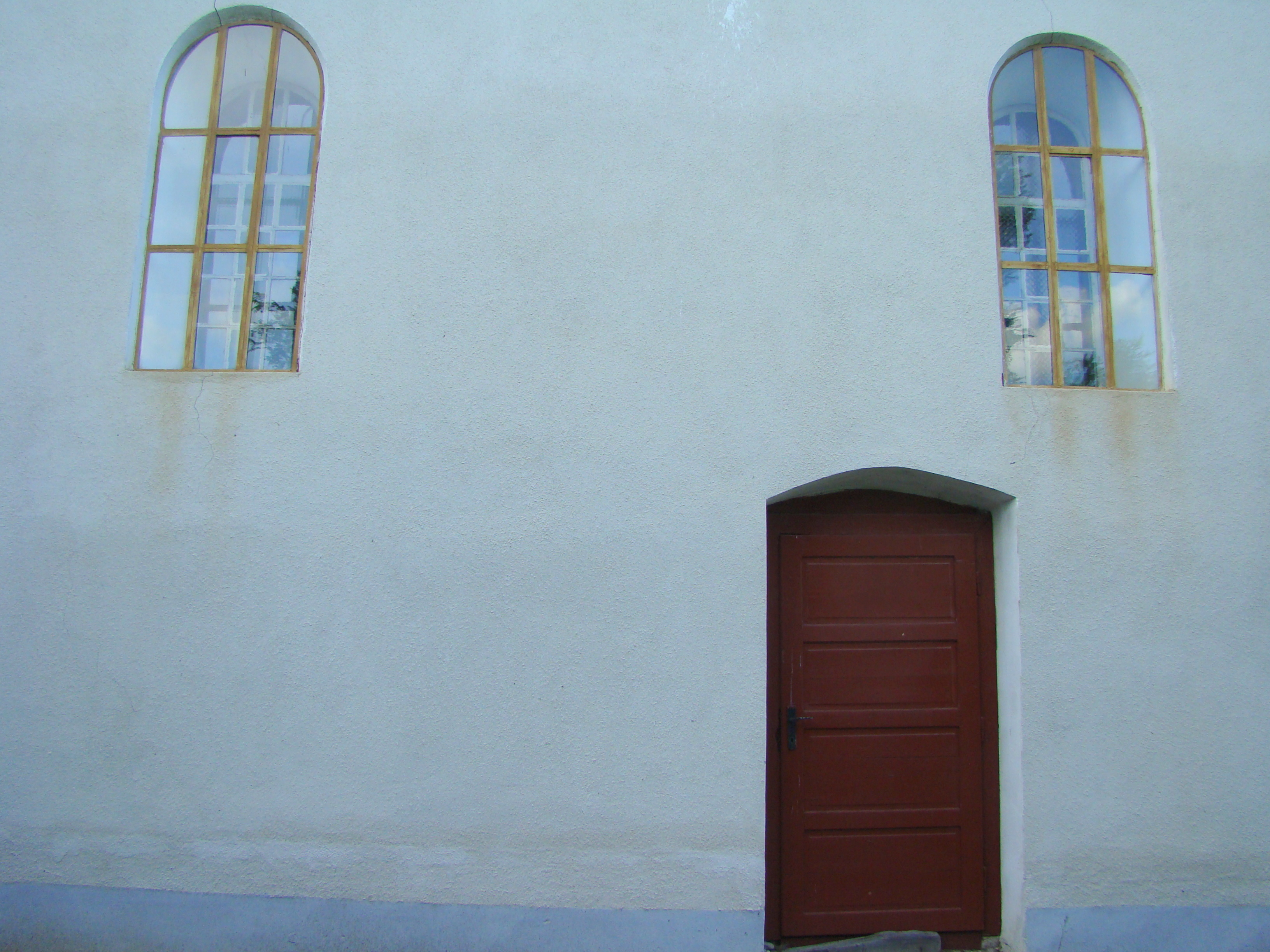
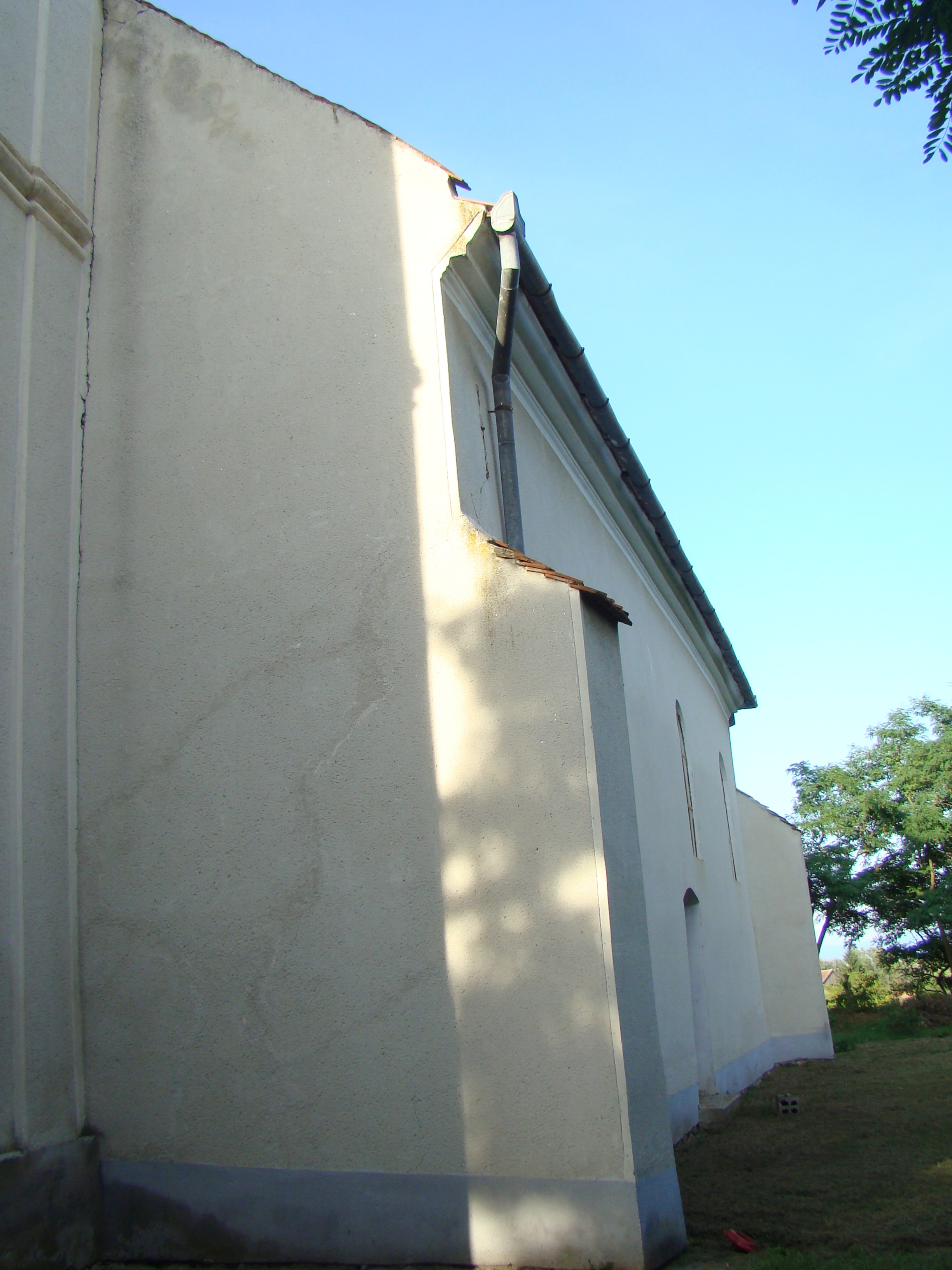
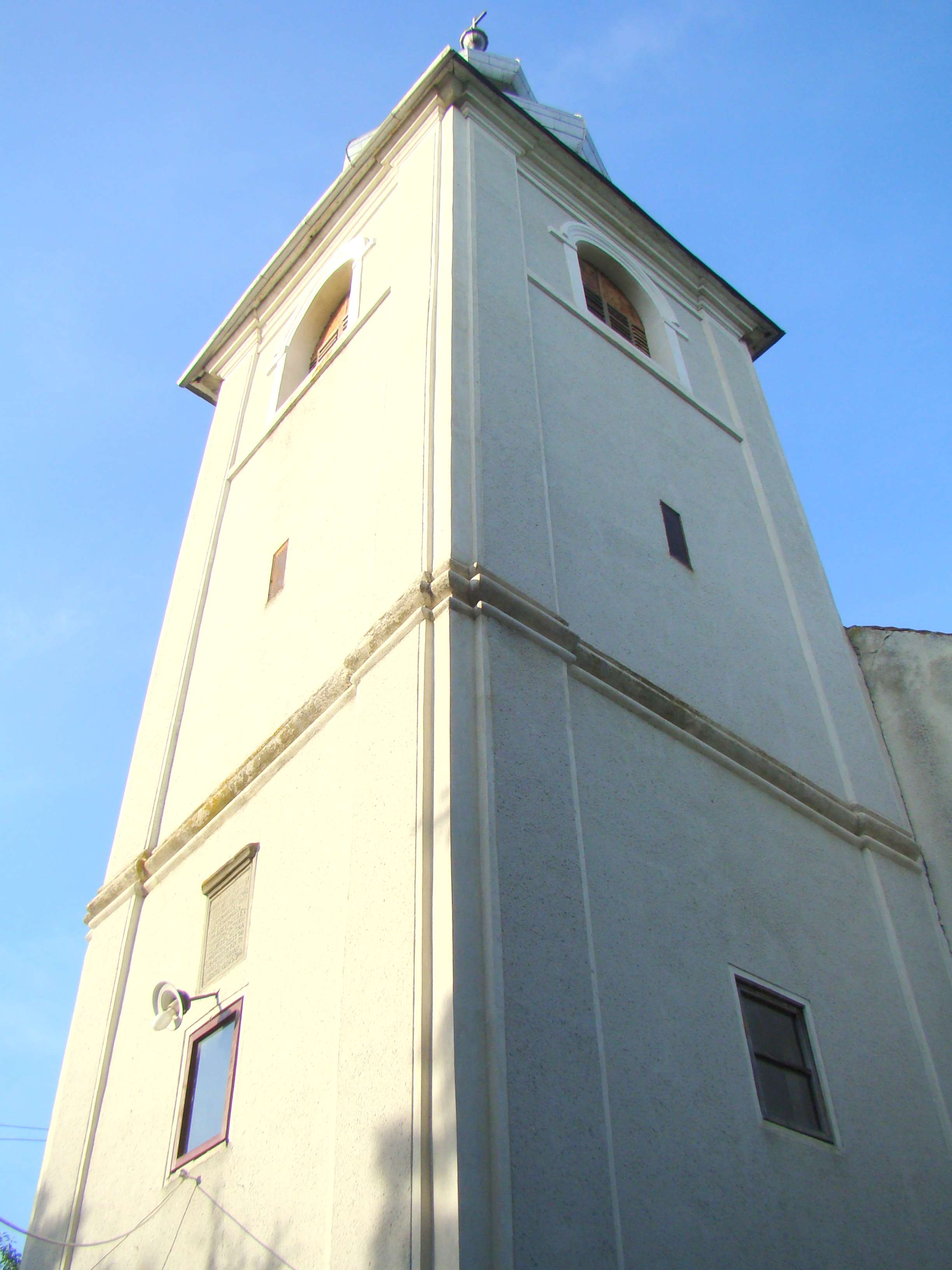
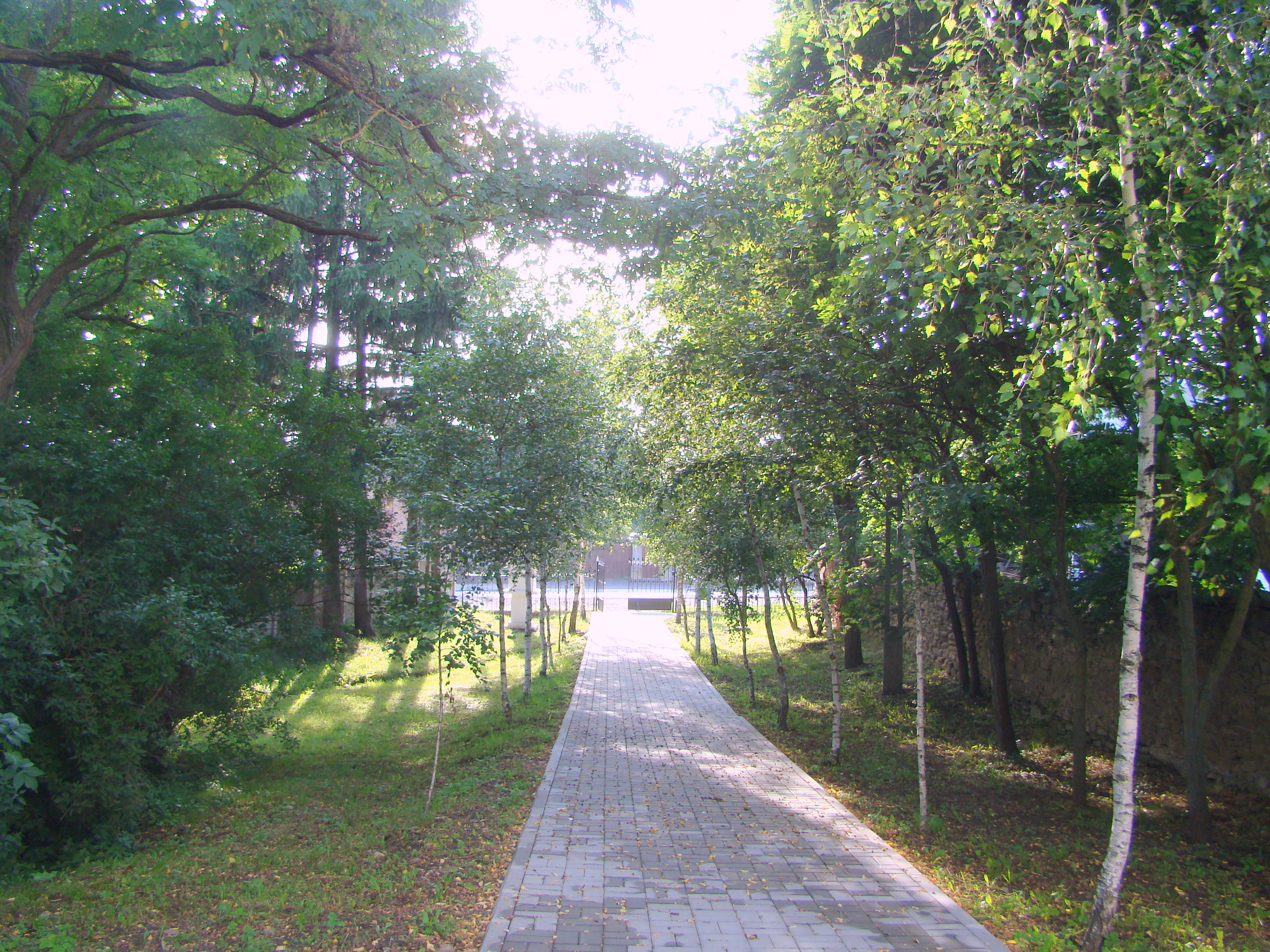
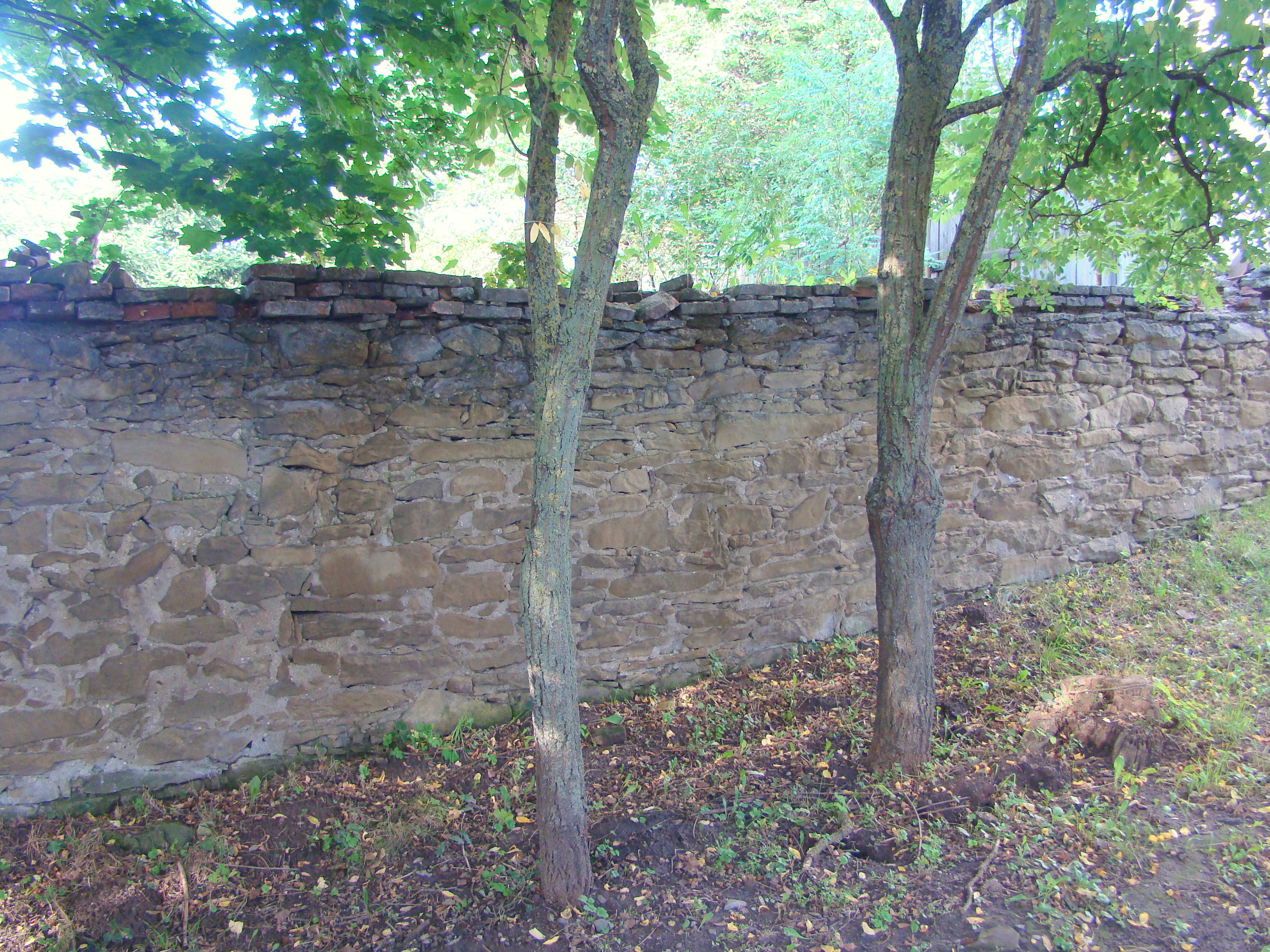

## Vezi și
- Sântionlunca, Covasna